# QF 2磅炮
QF 2磅炮（Ordnance QF 2-pounder，軍械署速射炮—2磅，一般簡稱為2磅炮）是一款英軍在二戰中常用的的反坦克炮，同樣也安裝在一些戰車上作為戰車炮。其口徑為40公釐。

## 歷史
2磅炮開發之際，考慮經濟性及作為標準化武器，設計為一種可在不同載具間共用的武器，除了拖曳使用外，也可裝在卡車或吉普車上。；武器設計由皇家兵工廠與維克斯設計部門在1935年10月完成，代號2磅速射炮Mark IX；在當時，它是世界上最優秀的反坦克炮。

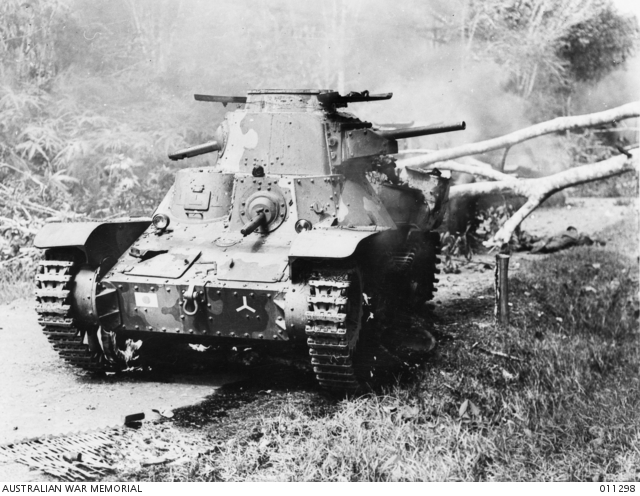
被2磅炮擊毀的日軍九五式輕戰車

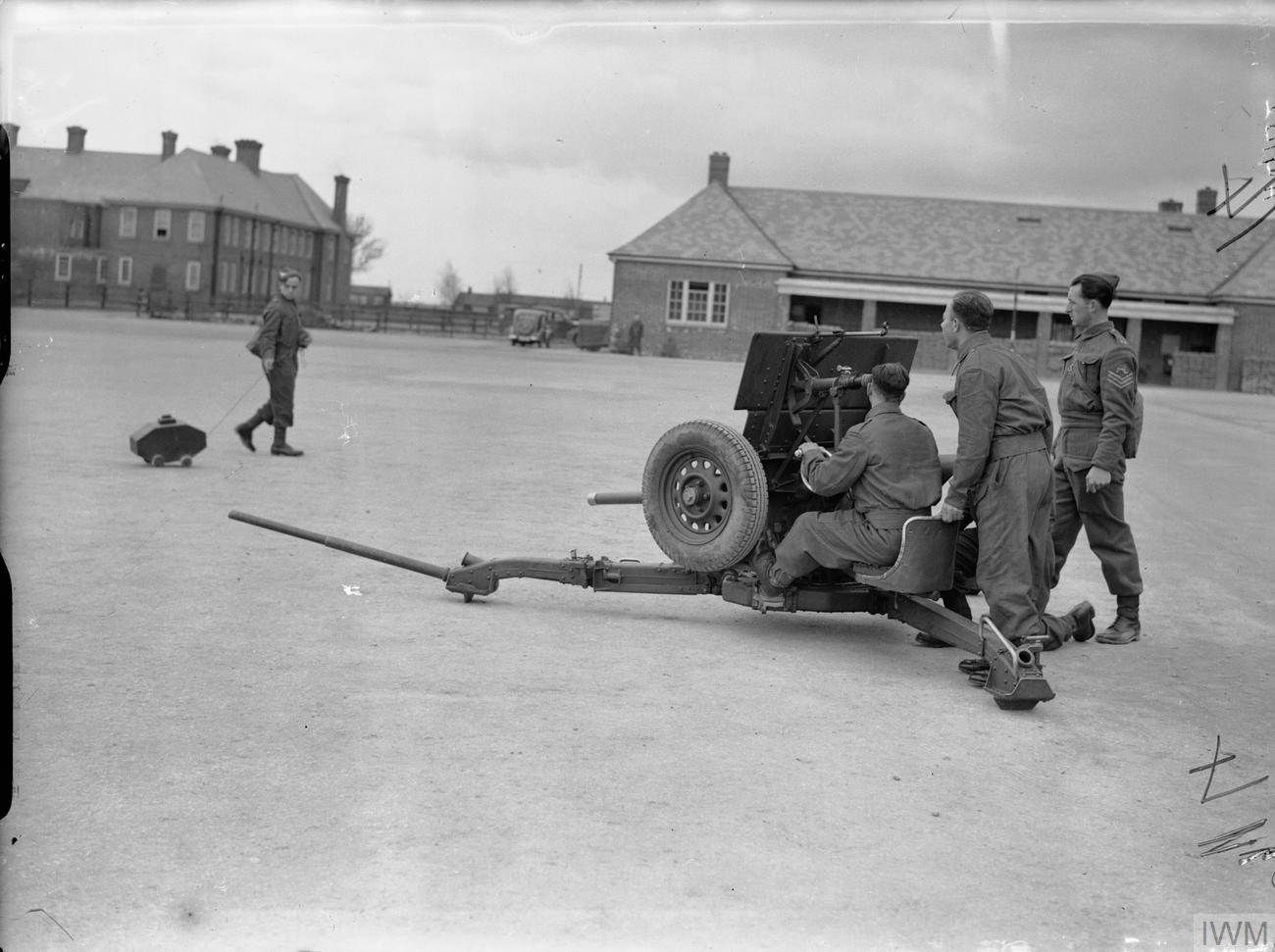
使用三腳炮架的2磅炮

2磅炮的問題主要在炮架，1936年維克斯交付的初期型2磅炮是由Mark IX型2磅速射炮配上Mark I炮架；該炮架為3腳設計，進入射擊位置時炮架架高、炮輪懸空。皇家兵工廠對維克斯的設計不是很滿意，因此設計了Mark II炮架；Mark II炮架保持了三腳設計，但炮輪可放倒降低火炮高度，利於伏擊。而另一個比較不顯著的問題在彈種，2磅炮直到退役都沒有配發高爆彈，配備2磅炮的車輛只能依靠機槍反擊步兵；因此在反步兵任務時2磅炮一直力有未逮。
QF 2磅炮于1938年正式加入英國皇家砲兵，當時有5個野戰炮旅變更編制成為反戰車炮團；1938年的編制中，2磅炮主要配備給步兵師的反戰車炮團（下轄4個戰防營、每營配備12門2磅炮）、裝甲師下的輕型戰防／防空團（下轄2個戰防營、每營配備12門2磅炮）。1940年時，因應納粹德國的裝甲武力超過想像，裝甲師下的戰防團獨立編制，規模同步兵師；除此之外原本英國陸軍步兵旅底下編有反戰車連（配備霍奇克斯25公厘反戰車炮），因效果不好而取消編制，替代方案是從1942年後在所有步兵營底下增設戰防排，每個戰防排配有6門2磅炮。
但是，隨著德軍坦克裝甲的加厚，2磅炮漸漸不敷所需，英國雖然有計畫將QF 6磅炮汰換現有編制，但是在1940年敦克爾克戰役期間英國遠征軍為了成功撤出戰場，放棄了大部分的現代裝備，使得英國陸軍在當年需要繼續增產2磅炮補充耗損。這導致6磅炮的量產計畫拖延到1941年11月才啟動，1942年春季6磅炮才開始配備給前線部隊。在1940年至1941年間，2磅炮被迫繼續作為英軍的主力反戰車武器運用，並搭配QF_25磅榴彈炮進行反戰車作戰。直到1942年中以後，北非戰場的英軍才將2磅炮退出反戰車炮團編制，並將態除的2磅炮移用給步兵營反戰車排以及本土防禦的英國國民軍，還有次要戰場的遠東部隊使用。但英軍全面除役2磅炮則要到二戰勝利後，在1945年12月才進行。
除了弋引反戰車炮構型外，維克斯在Mk.I巡航坦克上首先安裝2磅炮，在二戰初期服役的一系列巡航戰車皆使用2磅炮作為標準主炮。
在1941年12月爆發的太平洋戰爭中，2磅炮是遠東英軍的主力反戰車武器，可擊毀日軍各型坦克。因為日軍的坦克普遍裝甲薄弱，其投入東南亞作戰的裝甲部隊主要裝備是重量不足8公噸的九五式輕戰車及更脆弱的九四式輕戰車等小坦克，其防護鋼板最厚處也只有十餘毫米厚，2磅炮即使發射普通穿甲彈也可在1000碼處擊穿傾斜60度的27公釐厚鋼板，距離縮短到500碼可擊穿厚度增至37毫米，即使是日軍當時最重型的九七式中型坦克亦能有效應付，2磅炮在對付日軍坦克方面是綽綽有餘，不過在東南亞的英軍只配備小量的反坦克炮，未有對戰爭爆發初期的戰局造成影響。
有一部分2磅炮安裝了利特爾約翰適配器，可提高發射穿甲彈時的貫穿力。

## 性能
QF 2磅炮能在500碼的距離上擊穿2.08英寸（53）的裝甲。

## 腳注/來源
1. 1 2 3  .   [2014-01-12]. （原始内容存档于2014-01-06）.
2. 1 2 3  .   [2014-01-12]. （原始内容存档于2014-01-12）.
3. 1 2 3  Alan Axelrod.  第1卷. : 60–61. ISBN 9780816060221 （英语）.